# Коневанго Тауншип (округ Воррен, Пенсільванія)
Коневанго Тауншип (англ. Conewango Township) — селище (англ. township) в США, в окрузі Воррен штату Пенсільванія. Населення — 3427 осіб (2020).

## Демографія
Згідно з переписом 2010 року, у селищі мешкали 3594 особи в 1500 домогосподарствах у складі 976 родин. Було 1662 помешкання
Расовий склад населення:
| - 96,9 % — білих - 1,1 % — чорних або афроамериканців - 0,5 % — азіатів - 0,2 % — корінних американців |

До двох чи більше рас належало 1,2 %. Частка іспаномовних становила 0,6 % від усіх жителів.
За віковим діапазоном населення розподілялося таким чином: 19,1 % — особи молодші 18 років, 62,2 % — особи у віці 18—64 років, 18,7 % — особи у віці 65 років та старші. Медіана віку мешканця становила 46,4 року. На 100 осіб жіночої статі у селищі припадало 103,4 чоловіків;  на 100 жінок у віці від 18 років та старших — 100,8 чоловіків також старших 18 років.
Середній дохід на одне домашнє господарство  становив 72 075 доларів США (медіана — 46 743), а середній дохід на одну сім'ю — 80 911 долар (медіана — 52 688). Медіана доходів становила 40 495 доларів для чоловіків та 32 261 долар для жінок. За межею бідності перебувало 6,7 % осіб, у тому числі 19,3 % дітей у віці до 18 років та 5,1 % осіб у віці 65 років та старших.
Цивільне працевлаштоване населення становило 1502 особи. Основні галузі зайнятості: освіта, охорона здоров'я та соціальна допомога — 25,3 %, виробництво — 19,2 %, роздрібна торгівля — 18,1 %.